# 강정수
강정수는 대한민국의 공무원이다. 연세대학교 독어독문학과를 졸업하고 독일 비덴대(Witten/Herdecke)에서 경영학 박사 학위를 받았다. 슬로우뉴스 편집위원, 연세대학교 커뮤니케이션연구소 전문연구원, 오픈넷 이사, 구글뉴스랩 운영진, 메디어티 대표 등을 지냈다. 2013년 연합뉴스 <뉴미디어를 이끄는 사람들>연재에 등장했다. 2019년 7월 8일 청와대 디지털소통센터장이 됐다.